# 本間正史
本間正史（ほんま まさし、1947年9月22日 - 2016年2月16日）は、日本のオーボエ奏者、音楽教育者、楽器製作者。モダン・オーケストラと古楽オーケストラ双方の第一線で長年にわたって活躍した。父は美術評論家の本間正義。

## 経歴
幼少からヴァイオリンを学び、浦和高校在学中にデューク・エリントンのビッグバンドを聞いて管楽器の道に進む決意をする。1966年東洋音楽大学（現東京音楽大学）に入学、梅原美男にオーボエを手ほどきされ、1968年に桐朋学園大学に入学、オーボエを鈴木清三、室内楽を北爪利世と齋藤秀雄に師事。1972年桐朋学園大学を首席卒業。同年5月に東京都交響楽団に入団、同時期にバロック・オーボエの奏法と制作の研究を独学で始める。
1976年、文化庁派遣海外研究員としてオランダ留学、デン・ハーグ王立音楽院でブルース・ヘインズにバロック・オーボエを、ヴィーラント・クイケンに室内楽を師事。アムステルダムで「ダンツィ・クインテット」のメンバーとしても活動した。
1978年に帰国し、本間と同時期に留学を終えた有田正広、花岡和生、有田千代子の4人に、ヴィオラ・ダ・ガンバ奏者の中野哲也を加えて「オトテール・アンサンブル」を結成（本間はグループ名として「ザ・バロックメン」を強く推したが通らなかった）。
都響の首席オーボエ奏者を務める傍らオトテール・アンサンブルのメンバーとして演奏活動とレコード録音を行い、1989年の『18世紀フランスの室内楽』でドイツ・グラモフォンの古楽レーベル、アルヒーフからレコードデビューし、芸術祭優秀賞（レコード部門、昭和54年）を獲得する。1979年に新設された桐朋学園大学の古楽科の講師に就任する。
1982年、フランス・ブリュッヘン率いる「18世紀オーケストラ」のヨーロッパ・ツアーにトップ・オーボエとして参加する。
1988年に有田正広主催で結成された日本初の本格的な古楽オーケストラ「東京バッハ・モーツァルト・オーケストラ」およびその後身の「クラシカル・プレイヤーズ東京」で首席オーボエと管楽器のリーダーを務める。
1993年には武満徹のCD『ジェモー』の録音でオーボエ・ソロを担い、武満にオーボエ協奏曲の作曲を約束されるが武満の死去により果たされなかった。
2012年3月31日をもって都響を退任。2016年2月16日に死去。

## ディスコグラフィー
- 『ヘンデル、木管楽器のためのソナタ全集』花岡和生（リコーダー）、有田正広（フラウト・トラヴェルソ）、有田千代子（チェンバロ）、鈴木秀美（チェロ）、堂阪清高（ファゴット）、1988年録音、アルヒーフ（ポリグラム、1989年）
- 『ヴィヴァルディ、木管楽器のための協奏曲集』有田正広（フラウト・トラヴェルソ）堂阪清高（バスーン）若松夏美（ヴァイオリン、リーダー）、東京バッハ・モーツァルト・アンサンブル、1991年録音、デンオン・アリアーレ（日本コロムビア、1992年）
- 『オーボエ四重奏曲集』高田あずみ（ヴァイオリン）、森田芳子（ヴィオラ）、松岡陽平（チェロ）、1998年録音、デンオン・アリアーレ（日本コロムビア、1999年）
- 『フレンチ・オーボエの芸術』中野哲也（ヴィオラ・ダ・ガンバ）、岩淵恵美子（チェンバロ）1994年録音、ALM Record（コジマ録音、1995年）
- 『浜松市楽器博物館コレクションシリーズ22:至高のバロック・オーボエ－スティンズビー・シニアとクレーニヒ』中野哲也（ヴィオラ・ダ・ガンバ）、梅津樹子（チェンバロ）2009年録音、ALM Record（コジマ録音、2010年）